# Miconia secundifolia
Miconia secundifolia är en tvåhjärtbladig växtart som beskrevs av Célestin Alfred Cogniaux. Miconia secundifolia ingår i släktet Miconia och familjen Melastomataceae. Inga underarter finns listade i Catalogue of Life.